# 보홀라노 방언
보홀라노어(Boholano, 세부아노어: Binol-anon)  또는 보홀라노 방언은 필리핀 보홀 지방, 남레이테주의 동부 지역에서 말해지고 있는 세부아노어의 변이어다. 종종 분리어로 설명되기도 한다.

## 개요
중부 보홀에서 통용되고 있는 보홀라노어는 다른 세부아노어 변이어와 여러 음운 변화로 구분된다.
- 반모음 y는[dʒ]로 발음된다: iya 는[iˈdʒa]로 발음;
- Ako는[aˈho]로 발음;
- 모음간 l은  [ˈkuwaŋ]처럼 u 또는 o가 앞에 올 때 종종[w]처럼 발음된다. (세부 방언도 마찬가지다.)

그러나 타그빌라란을 포함한 서부 보홀의 보홀라노 방언은 근처의 세부 시와 다른 방언과 거의 구별되지 않는다. 게다가, 위에서 언급한 음운적 변화(특히 뒤의 2개)는 세부 방언에서도 찾아볼 수 있다.

## 같이 보기
- 필리핀의 언어
- 세부아노 어
- 보홀라노 족